# Van Horn
Van Horn är administrativ huvudort i Culberson County i den amerikanska delstaten Texas. Vid 2020 års folkräkning hade Van Horn 1 941 invånare.